# Kohei Kuroki
Kohei Kuroki (黒木 晃平 Kuroki Kohei?, Kumamoto, 31 de julio de 1989) es un futbolista japonés que juega como centrocampista en el Roasso Kumamoto.

## Trayectoria

### Clubes
| Club                     | País  | Año       |
| ------------------------ | ----- | --------- |
| Sagan Tosu               | Japón | 2010-2014 |
| Roasso Kumamoto (cedido) | Japón | 2013-2014 |
| Roasso Kumamoto          | Japón | 2015-     |